# Ґжибово (Млавський повіт)
Ґжибово (пол. Grzybowo) — село в Польщі, у гміні Вечфня-Косьцельна Млавського повіту Мазовецького воєводства.
Населення — 208 осіб (2011).
У 1975-1998 роках село належало до Цехановського воєводства.

## Демографія
Демографічна структура станом на 31 березня 2011 року:
|          | Загалом | Допрацездатний вік | Працездатний вік | Постпрацездатний вік |
| -------- | ------- | ------------------ | ---------------- | -------------------- |
| Чоловіки | 99      | 24                 | 65               | 10                   |
| Жінки    | 109     | 24                 | 58               | 27                   |
| Разом    | 208     | 48                 | 123              | 37                   |